# Christinus
Genre
Christinus est un genre de geckos de la famille des Gekkonidae.

## Répartition
Les trois espèces de ce genre sont endémiques d'Australie.

## Liste des espèces
Selon The Reptile Database (3 septembre 2014) :
- Christinus alexanderi (Storr, 1987)
- Christinus guentheri (Boulenger, 1885)
- Christinus marmoratus (Gray, 1845)

## Étymologie
Ce genre est nommé en l'honneur de Christine Biggs.

## Publication originale
- Wells & Wellington, 1984 "1983" : A synopsis of the class Reptilia in Australia. Australian Journal of Herpetology, vol. 1, n. no 3/4, p. 73-129 (texte intégral).